# Dead Town Dogs
Dead Town Dogs je drugi studijski album slovenske rock skupine Res Nullius, izdan leta 1995 pri hrvaški založbi Croatia Records.

## Seznam pesmi
Vse pesmi je napisala skupina Res Nullius.
1. »Rock 'n' Roll Dog« – 3:22
2. »Love, Sea and the Boat« – 5:47
3. »Screamin' on the Wild Street« – 2:59
4. »Straight to the Hell« – 4:53
5. »Run Down Secret« – 4:37
6. »Drunk in the Dusty Town« – 4:10
7. »Be Bop« – 4:45
8. »Colored by the Sky« – 5:12
9. »Party Doll« – 0:48
10. »Dreamin' Bizzare« – 7:16

## Zasedba

### Res Nullius
- Zoran Benčič — vokal
- Boštjan Senegačnik — kitara
- David Zagajšek — bas kitara
- Davorin Štorgelj — bobni

### Ostali
- Diego Andres Gomez — fotografiranje
- Mladen Cvjetkovič – Cvele — fotografiranje